# Galarina (Dalí)
Pour les articles homonymes, voir Galarina.
Galarina  est un tableau de Salvador Dalí peint en 1945. Il appartient à la collection du Théâtre-musée Dalí de Figueres.

## Contexte
Le peintre avait amorcé un retour aux maîtres de la renaissance : Michel-Ange, Raphaël et Léonard de Vinci, ainsi que vers des maîtres académiques comme Ingres. La toile Galarina reflète particulièrement ce virage stylistique vers ce que Dalí décrivit être « le summum de l’art » où « chaque ligne devait être géodésique ». 
On note la façon précieuse dont est dessinée le bras de Gala et l’élégance de l’exécution. 

## Description
Dans le Catalogue d’exposition du 20 novembre au 29 décembre 1945 de New-York, Dalí expliquait :

« J’ai commencé à peintre cette toile en 1944, et j’y ai travaillé durant six mois, trois heures par jour. Je lui ai donné le titre Galarina car Gala est pour moi ce que la Fornarina fut pour Raphaël. Oui, et ce n’est pas intentionnel, il y a encore ici… du pain ! Si vous regardez attentivement la toile, il devient clair que le bras croisé de Gala est similaire à la miche de la Corbeille de pain, et son sein, une tranche de pain. J'ai peint Gala avec deux côtelettes d'agneau sur l'épaule, exprimant son désir subconscient d'avaler. Ce fut une période pleine d'une imagination galopante. Mais maintenant que Gala a atteint le plus haut niveau de la hiérarchie héraldique de ma dignité, elle est devenue pour moi un panier de pain »

## Sources
- Antoni Pixot et Georges Aher  Puig, Le Théâtre-Musée Dalí de Figueres, Fondation Gala et Salvador Dalí